# Jónás könyve (vers)
A Jónás könyve Babits Mihály 1938-ban írt elbeszélő költeménye, amely a bibliai Jónás próféta történetét dolgozza fel. A vers a második világháborút megelőző évben íródott, a költő gégerák operációja miatt betegágyán készítette el a művet. Központi témája a költői prófétai szerep felvállalása. A költemény Babits egyik legismertebb műve, a Nyugat folyóiratban jelent meg először.

## Műfaja, stílusa
A Jónás könyve Babits profetikus művei közé tartozik, műfaja elbeszélő költemény.  A bibliai kerettörténetet felhasználva a költő szellemi önéletrajzát, lírai önvallomását írta meg, részben önmagát is a főszereplő Jónással azonosítja. A költemény hangneme a mű legnagyobb részében emelkedett és pátoszos, ugyanakkor egyes jeleneteknél előtérbe kerül a groteszk humor és az irónia is. A vers nyelvezetében keverednek az archaikus, bibliai szófordulatok a modern kifejezésekkel. A költemény változó hosszúságú jambikus verssorokból áll, a műre a páros rímek jellemzőek és gyakoriak a sorátlépések is. A történet fő mondanivalója egy erőteljes humanista állásfoglalás és bemutatja, hogy a költők nem menekülhetnek el prófétai szerep elől, nem hallgathatnak a létfontosságú közügyekben. A vers több szállóige szerű mondatot is tartalmaz, ezek közül a legismertebb az alábbi idézet: 

„mert vétkesek közt cinkos aki néma. /
Atyjafiáért számot ad a testvér”

## Összehasonlítás a bibliai Jónás könyvével

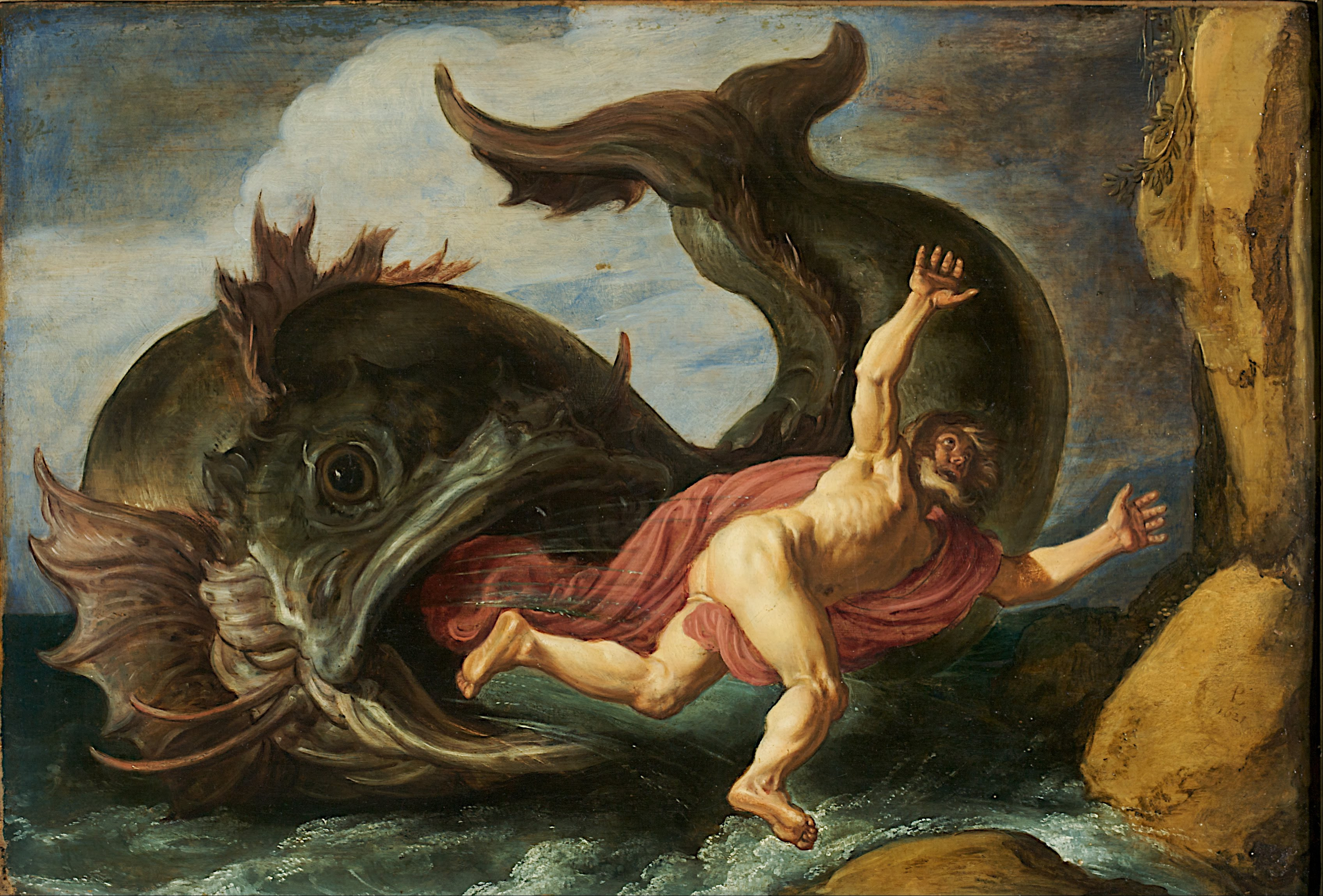
Jónás és a cet ábrázolása Pieter Lastman holland festő 1621-es festményén

Babits verse legnagyobbrészt hűen követi a bibliai történet cselekményét, azonban számos esetben, például a tengeri vihar és Ninive leírásakor naturalisztikus részletekkel bővíti ki azt. A főszereplő viselkedése esendőbb, emberibb és a címből is kimarad a prófétai szerepmegjelölés. Amíg a bibliai Jónás karizmatikus szónok, addig Babits főszereplője nevetségessé válik amikor elbújik a hajófenéken és akkor is, amikor Ninivében prédikál. A legfontosabb különbség, hogy míg a Bibliában a bűnös város lakói hallgatnak a prófétára és bűnbánatot gyakorolnak, addig a versben megvetés és közöny fogadja Jónás érkezését, azonban Isten itt sem pusztítja el a települést.

## Cselekmény
A Jónás könyvének szerkezete négy egységre oszlik. Az első részben a Jónás hívást kap az Úrtól, hogy utazzon el Ninive városába és prédikáljon a város lakosainak,  a főszereplő azonban elmenekül a feladat elől. Isten hatalmas vihart támaszt a tengeren és a matrózok Jónást a vízbe vetik. A második részben a prófétát egy cethal nyeli el, a mű érzékletesen mutatja be Jónás szenvedéseit, aki egy imát mond a hal gyomrában. A harmadik részben a főhős Ninivébe utazik, ahol azonban a lakosok csúfot űznek belőle. Jónás elátkozza a várost, ennek ellenére az Úr végül mégsem sújt le a településre. A negyedik szerkezeti egységben Isten megválaszolja, miért döntött így, ráébreszti a prófétát, hogy az ember feladata nem az ítélkezés, hanem a harc az embertelenség ellen. 